# ニルス・レゼラー
ニルス・レゼラー（Nils Röseler、1992年2月10日 - ）は、ドイツ・バート・ベントハイム出身のサッカー選手。FCインゴルシュタット04所属。ポジションはDF。

## クラブ経歴
2011年7月23日、FCトゥウェンテと3年契約を結んだ。2013年のVVVフェンローへのレンタル後、2013-2014シーズンはトゥウェンテのリザーブチームでプレーした。2014年6月、ケムニッツFCに放出された。
2016年6月28日、VVVフェンローと2年契約を結んだ。2020年5月14日、4シーズンを過ごしたVVVを退団することを発表した。
2020年6月16日、SVザントハウゼンにフリーで加入し、2年契約を交わした。